# Lychniscosida
Lychniscosida is een orde van sponsdieren uit de klasse van de Hexactinellida.

## Familie
- Aulocystidae Sollas, 1887
- Diapleuridae Ijima, 1927